# Maher Carrizo
Maher Carrizo, né le 19 février 2006 à Santiago del Estero en Argentine, est un footballeur argentin qui évolue au poste d'avant-centre au Vélez Sarsfield.

## Biographie

### En club
Né à Santiago del Estero en Argentine, Maher Carrizo est formé au Vélez Sarsfield. En janvier 2024, il est intégrer à l'équipe première, jouant des matchs amicaux de présaison.
Il joue son premier match officiel en professionnel le 7 août 2024, lors d'une rencontre de coupe d'Argentine face au San Lorenzo. Il entre en jeu et participe à la victoire de son équipe en marquant également son premier but en professionnel.
Il joue son premier match de première division d'Argentine face au CA Barracas Central le 26 août 2024. Il entre en jeu et son équipe l'emporte par cinq buts à zéro.
Il est sacré champion d'Argentine pour sa participation à la saison 2024.

### En sélection
Maher Carrizo est convoqué avec l'équipe d'Argentine des moins de 17 ans afin de participer à la coupe du monde des moins de 17 ans en 2023.
Il représente l'équipe d'Argentine des moins de 20 ans, depuis 2024.

## Palmarès
Vélez Sarsfield
- Championnat d'Argentine (1) :
  - Champion : 2024.